# Pòrtic
|  | Aquest article tracta sobre l'element arquitectònic. Vegeu-ne altres significats a «Editorial Pòrtic». |

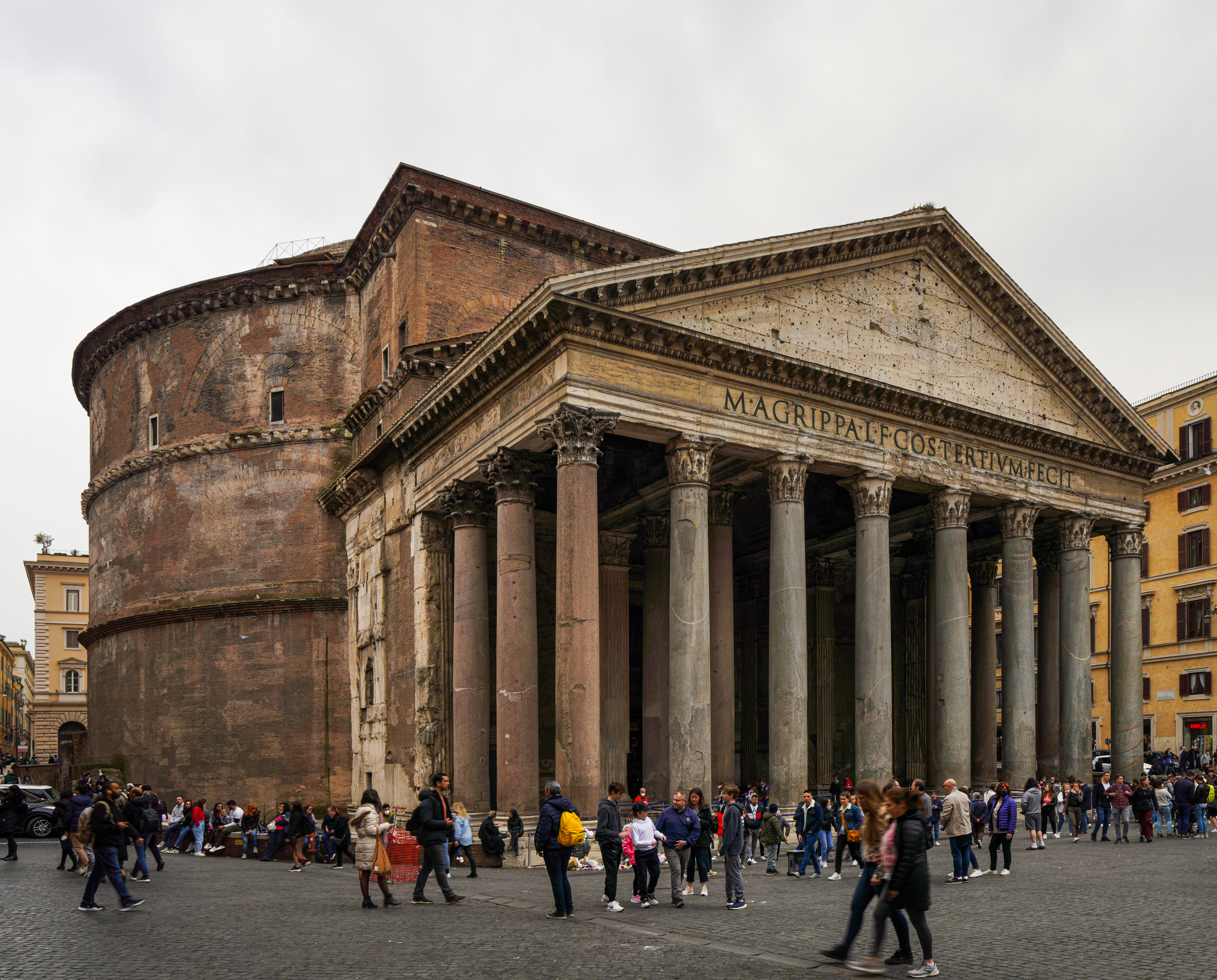
Prónaos del Panteó de Roma

En la seva accepció genèrica estructural, un pòrtic és un element arquitectònic pla format per uns pilars i una o vàries bigues. En la seva accepció específica, derivada de la seva accepció estructural, un pòrtic és l'espai arquitectònic conformat per una galeria de columnes adossada a un edifici, (principalment dels temples o d'altres edificis monumentals), obert a l'aire lliure, i situat generalment davant el seu accés principal. Alguns exemples famosos són el Pòrtic de la Glòria de la Catedral de Santiago de Compostel·la o el Pòrtic Oriental del Capitoli dels Estats Units. Al Regne Unit, el del temple adossat al Vyne, a Hampshire, va ser el primer pòrtic d'una casa de camp anglesa.
Es denomina prónaos el pòrtic situat davant d'un santuari o cella d'un temple grec o romà. Els temples romans tenien, en general, prónaos oberts amb només les columnes i cap mur lateral. La paraula prónaos significa, en grec, «abans del temple». En llatí, els prónaos també són esmentats com a anticum o prodomus. És cèlebre el que adorna el Panteó d'Agripa a Roma.
Una porxada o galeria és l'espai cobert que, en algunes cases, edificis o illes de cases, precedeix les entrades a manera de pòrtic allargat. Bolonya, a Itàlia, és molt famosa pels seus porxos. En total, hi ha més de 45 quilòmetres d'arcades a les façanes, aproximadament 38 al centre de la ciutat. Hi és la porxada més llarga del món, que fa aproximadament 3,5 quilòmetres, i condueix de la vora de la ciutat fins a la Basílica de la Beata Vergine di San Luca.

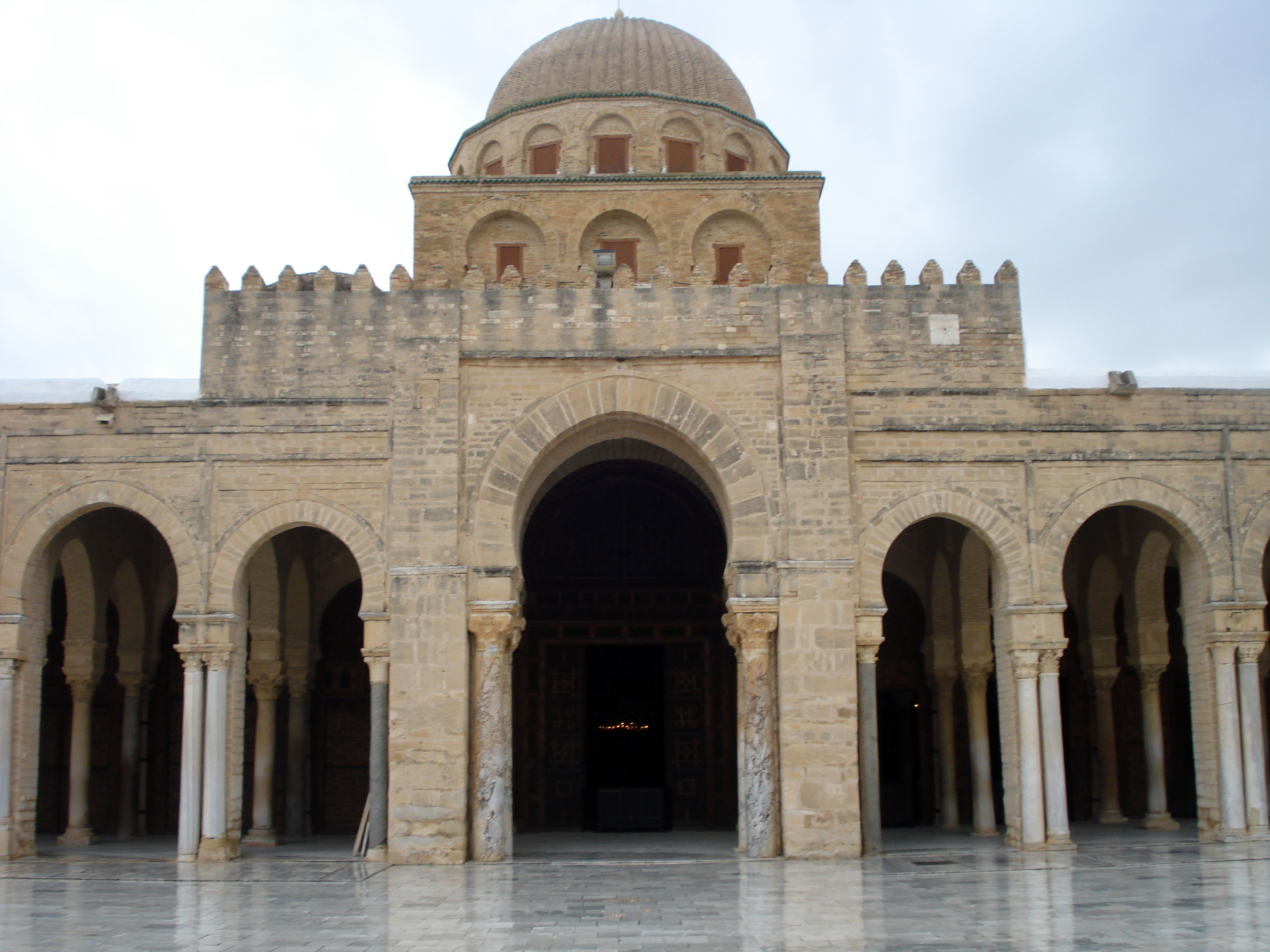
Pòrtic de la façana de la Gran Mesquita de Kairuan

## Tipus de pòrtic
Els edificis es poden classificar en funció de les columnes que posseeix el pòrtic de la façana principal, que acostuma a ser al front més curt.

### Dístil
Dístil es denomina l'edifici que té dues columnes o pilastres en una o més façanes. Es diu dístil in antis, quan les columnes estan situades entre dues pilastres que s'alcen a banda i banda de la façana.

### Tetràstil
L'edifici tetràstil té quatre columnes a la façana principal. Era comunament emprat pels grecs i els etruscs per a petites estructures d'edificis públics.
Els romans preferirien el pòrtic de quatre columnes per als seus santuaris, com el de Portuno, i per temples com el de Venus i Roma, i per als pòrtics d'entrada de grans edificis públics, com ara la Basílica de Maxenci.

### Hexàstil
Els edificis hexàstils tenien sis columnes en façana i eren els pòrtics típics de l'estil dòric.

#### Hexàstil grec
Alguns edificis hexàstils clàssics dòrics són els temples grecs de:
- El grup a Paestum que comprèn el Temple d'Hera (c 550 aC), el temple d'Apol·lo (c. 450 aC), el primer temple d'Atenea (Basílica) (c. 500 aC) i el segon Temple d'Hera (460-440 aC)
- El Temple d'Afaia (la invisible) a Egina c. 495 aC.
- El Temple a Selinunt (465-450 aC) dedicat a Hera
- El Temple de Zeus a Olímpia, ara en ruïnes.
- El temple o el suposat Temple de la Concòrdia a Agrigent (c. 430 aC), un dels millors temples grecs clàssics conservats, encara amb gairebé tot el seu peristil.
- El Temple Inacabat a Segesta (c. 430 aC)
- El Temple d'Hefest, sota de l'Acròpoli d'Atenes, conegut com el Teseion (449-444 aC), el temple grec més intacte que sobreviu de l'antiguitat.
- El Temple de Posidó al Cap Súnion ("c." 449 aC)

L'hexàstil també va ser aplicat en els temples jònics, com el pòrtic del Santuari d'Atenea sobre l'Erectèon, a l'Acròpoli d'Atenes.

#### Hexàstil romà
Amb la colonització grega del sud d'Itàlia, l'hexàstil va ser adoptat pels etruscs i posteriorment pels romans. El gust romà pseudoperipteral afavorí els edificis estrets amb altes columnes, aixecades en podis per més grandiositat i esplendor conferit per l'altura considerable. La Maison Carrée a Nimes és el temple romà hexàstil més ben conservat existent de l'antiguitat clàssica.

### Octàstil
L'octàstil tenia vuit columnes. Aquests edificis són més rars que els hexàstils en cànon clàssic grec arquitectònic. Els edificis octàstils més coneguts que sobreviuen de l'antiguitat són el Partenó d'Atenes, construït durant el Segle de Pèricles (450-430 aC), i el Panteó d'Agripa a Roma (125 aC), que s'ha conservat en perfecte estat fins els nostres dies.

### Decàstil
El decàstil té deu columnes, com el temple d'Apol·lo Dídim a Milet, i el pòrtic de l'University College de Londres.